# Pinaxister
Pinaxister (лат.) — род мирмекофильных жуков-карапузиков (Histeridae). Известно 4 вида. Встречаются в Новом Свете: Центральная (Коста-Рика, Мексика) и Северная Америка (США).

## Описание
Мелкие красновато-коричневые жуки, обитающие в гнёздах муравьёв родов Pheidole и Solenopsis geminata. Тело овальной, голова равной длины и ширины. На голове две продольные латеральные бороздки на лбу; простернальный выступ длинный, широкий со сдавленной нижней поверхностью. Пронотум без глубоких ямок у заднего края. Pinaxister setiger отмечен в США в штатах Джорджия, Южная Каролина, Техас и Флорида, Pinaxister decipiens в Аризоне и Техасе, Pinaxister peninsularis в Мексике. Род был впервые выделен как монотипический в 1869 году под названием Echinodes Zimmermann, 1869. В 1939 году немецким энтомологом профессором Огюстом Рейхеншпергером (August Reichensperger; 1878-1962) был описан монотипический род Pinaxister. В 1982 году их синонимизировали. Однако, имя Echinodes оказалось преоккупировано названием рода тенреков Echinodes Pomel, 1848 (Hemicentetes) и поэтому заменено на младший синоним. Род Pinaxister включил в себя виды из рода Echinodes, а также вид Pinaxister henricischmidti из Коста-Рики.

## Систематика
- Pinaxister decipiens (Horn, 1883)
  - = Echinodes decipiens Horn, 1883[8]
- Pinaxister henricischmidti Reichensperger, 1939
  - = Pinaxister henrici-schmidti Reichensperger, 1939
- Pinaxister peninsularis (Mann, 1924)
  - = Echinodes peninsularis Mann, 1924[9]
- Pinaxister setiger (LeConte, 1860)
  - = Hetaerius setiger J. E. LeConte[10]
  - = Echinodes setigera  (J. E. LeConte)
  - = Mroczkowskiella setiger  (J. E. LeConte)